# Херес де ла Фронтера
Хѐрес де ла Фронтѐра (на испански: Jerez de la Frontera) е град в Испания, в автономната област Андалусия. Населението на града е 212 915 жители (по данни към 1 януари 2017 г.).
Намира се в южната част на страната, на по-малко от 15 км от Атлантическия океан и на 100 км от Гибралтарския проток. Градът е разположен в плодороден селскостопански район и е световноизвестен с едноименното си вино херес.

## Икономика
Традиционно градът се развива около винарската си промишленост. Разположението му в плодородната долина на река Гуадалкивир обуславя и доброто развитие на селското стопанство (плодове, житни култури и едър рогат добитък).
В опит да се разширят секторите на икономиката, в последните години силно се развива и туризма. Уникалните характеристики на района (големи винарски изби, борба с бикове, фламенко и обездка на коне) са добра база за развитието му. Пистата Херес, на която се провеждат кръгове от световния шампионат по мотоциклетизъм MotoGP също привлича хиляди посетители всяка година.

## Родени в Херес де ла Фронтера
- Мигел Примо де Ривера (8 януари 1870) – министър-председател на Испания (1923 – 1930)
- Дани Гуйса (17 август 1980) – футболист
- Мала Родригес (13 февруари 1979) – хип-хоп певица